# Isao Okawa
Isao Okawa (Osaka, 19 maggio 1926 – Tokyo, 16 marzo 2001) è stato un imprenditore giapponese, primo presidente di SEGA.

## Biografia
Da giovane studiò all'università Waseda a Tokyo. Dopo aver ottenuto la laurea, fonda nel 1968 la Computer Service Company, che diventerà in seguito CSK Holdings Corporation (CSK). La compagnia offre principalmente assistenza e consulenza informatica. Okawa ne è stato presidente dal 1968 fino alla sua morte nel 2001.

## Coinvolgimento in SEGA
Dal 1984 al 2004, la CSK deteneva la quota di maggioranza della SEGA. Come conseguenza di ciò, Okawa era il presidente della Sega Enterprises. Nel 2004, una grossa quota della CSK venne comprata dalla Sammy, facendo di Hajime Satomi il nuovo amministratore delegato di SEGA (SEGA e Sammy si unirono a formare Sega Sammy Holdings). Okawa mise a disposizione oltre 40 milioni di dollari alla Sega Enterprises, principalmente per finanziare il progetto Dreamcast. Egli scelse di non badare al debito che Sega aveva verso di lui, e donò a Sega Corporation i suoi 695 milioni di dollari sotto forma di azioni Sega e CSK. A seguito di ciò, ancora oggi viene ricordato come un'icona della storia di SEGA. La CSK ha inoltre degli istituti di ricerca che hanno collaborato alla realizzazione delle console SEGA: Mega Drive, Sega Saturn e Dreamcast.

## Onorificenze
Okawa venne riconosciuto dal governo giapponese per il suo sostegno finanziario a numerose compagnie tecnologiche giapponesi, inclusa la Sega Enterprises. Per questo, ricevette inoltre una laurea honoris causa dalla stessa università che frequentò da ragazzo.

## Morte
Okawa morì per un arresto cardiaco il 16 marzo 2001 al Tokyo University Hospital, all'età di 74 anni.